# Fredericksburg (condado de Lebanon)
Fredericksburg es un lugar designado por el censo (en inglés, census-designated place, CDP) ubicado en el condado de Lebanon, Pensilvania, Estados Unidos. Según el censo de 2020, tiene una población de 1448 habitantes.

## Geografía
La localidad está ubicada en las coordenadas 40°26′39″N 76°26′16″O / 40.44417, -76.43778 (40.444095, -76.437689).

## Demografía
Según la Oficina del Censo, en 2000 los ingresos medios de los hogares de la localidad eran de $37,438 y los ingresos medios de las familias eran de $44,971. Los hombres tenían unos ingresos medios de $31,490 frente a $22,308 para las mujeres. La renta per cápita para la localidad era de $16,321. Alrededor del 9% de la población estaba por debajo del umbral de pobreza.
De acuerdo con la estimación 2015-2019 de la Oficina del Censo, los ingresos medios de los hogares de la localidad son de $75,688 y los ingresos medios de las familias son de $80,000. Alrededor del 2.8% de la población está por debajo del umbral de pobreza.